# Pentax K10D
Pentax K10D är en semiprofessionell spegelreflexkamera med 10,2 megapixlars upplösning. Den lanserades hösten 2006 och var resultatet av ett samarbete mellan japanska Pentax och sydkoreanska Samsung. Kameran vann EISA:s “European Camera of the Year 2007-2008”.

## Teknik i urval
- 10,2 miljoner pixlar, CCD-sensor
- 22 bitars A/D-converter
- Inbyggd bildstabilisering
- Vädertätning
- ISO 100-1600
- 2,5 LCD-skärm
- 11-punkters autofokus